# گیاه‌پارچ بی‌زره
گیاه‌پارچ بی‌زره (نام علمی: Nepenthes inermis)، یک گونه از سرده گیاه پارچ در سوماترا می‌باشد.